# 峡门口水库
峡门口水库是中国贵州省铜仁市沿河土家族自治县境内的一座水库，位于乌江水系沙子河上，建于1976年。水库正常库容为740万立方米，集雨面积为48平方千米，海拔为581.2米。